# Guerre du comté de Lincoln
La guerre du comté de Lincoln (en anglais Lincoln County War) est une guerre de territoire entre des factions rivales, qui s'est passée en 1878 dans le Territoire du Nouveau-Mexique. Cette querelle devint célèbre à cause de la participation d'un certain nombre de figures de l'Ouest américain, comme Billy the Kid, les shérifs William Brady et Pat Garrett, le propriétaire de ranch John Chisum, les hommes d'affaires Alexander McSween et Lawrence Murphy.
Le conflit s'est développé entre deux factions rivales à propos du contrôle du commerce dans le comté. Un premier groupe, le plus ancien, rassemble Murphy et son associé James Dolan, qui avaient un monopole sur l'épicerie et le commerce de matériel agricole à travers le magasin de Murphy. Le second groupe, composé d'un nouvel arrivant dans le comté, le Britannique John Tunstall, de son associé l'avocat McSween, mais aussi du plus gros éleveur de bétail de la région, John Chisum, ouvrirent un magasin concurrent en 1876. Murphy et Dolan avaient de leur côté le shérif du comté, William Brady, et le gang de Jesse Evans (les Seven River Warriors). Tunstall et McSween avaient leur propre détachement d'hommes de main (qui deviendront les Regulators après l'assassinat de Tunstall) pour les défendre et leur propre homme de loi, Richard M. Brewer, shérif fédéral adjoint.
Le conflit fut marqué par diverses tueries, la plupart en représailles les unes des autres, le point de départ étant l'assassinat de Tunstall par des membres du gang Evans. Les fusillades et assassinats firent plus d'une centaine de morts parmi les hommes de main qui participèrent à ce conflit. En revanche, les hommes d'affaires qui les avaient enrôlés et se livraient cette guerre s'en sortirent vivants et continuèrent de jouir de leur fortune sans être inquiétés.

## La guerre

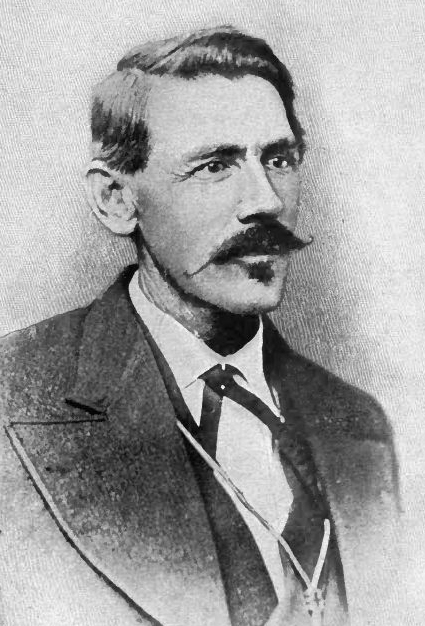
John Chisum.

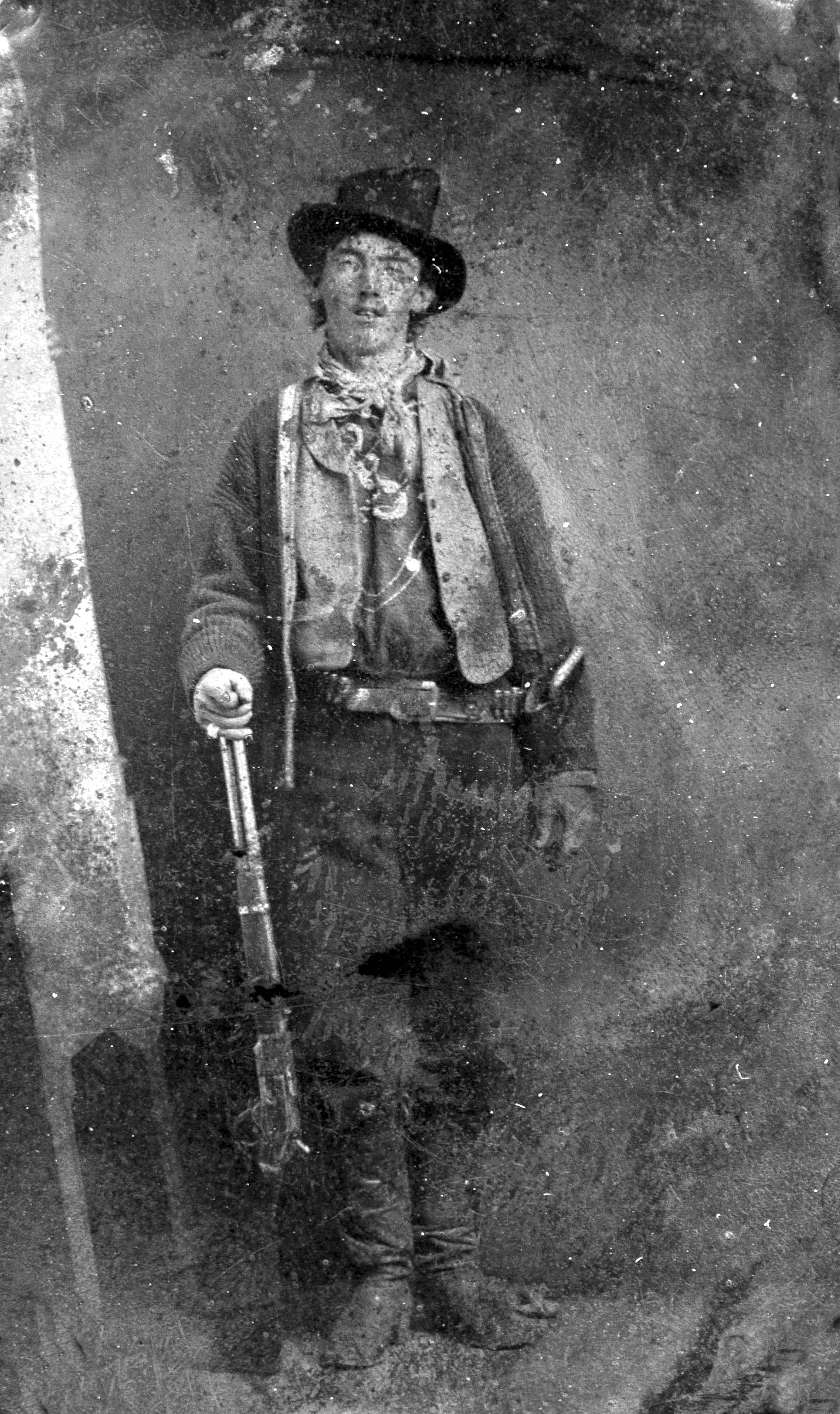
Billy the Kid.

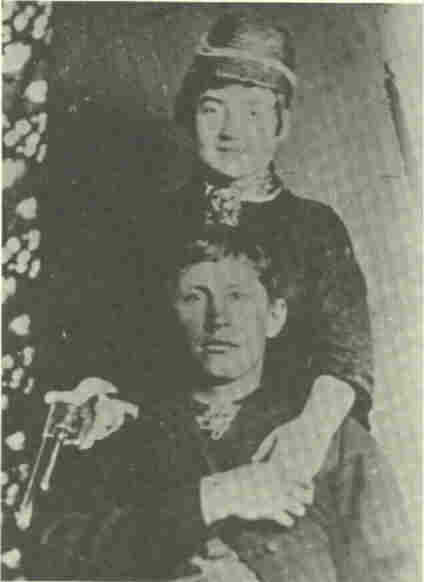
Jesse Evans et une inconnue.

En novembre 1876, John Tunstall, un riche Anglais, arrive dans le comté de Lincoln, au Nouveau-Mexique, avec l'intention d'y créer un ranch pour le bétail, un magasin et une banque, en partenariat avec le jeune avocat Alexander McSween et l'éleveur de bétail John Chisum. Il découvre que le comté est contrôlé économiquement et politiquement par Lawrence Murphy et James Dolan, propriétaires de LG Murphy and Co., le seul magasin de la région. On peut noter que le camp Murphy était majoritairement composé de catholiques d'origine irlandaise, alors que le camp Tunstall était principalement protestant.
LG Murphy and Co. avait prêté des milliers de dollars au gouverneur du Territoire, et le procureur général du Territoire détenait une hypothèque sur la société. Tunstall apprend que Murphy et Dolan, qui avaient acheté une bonne partie de leurs troupeaux à des voleurs de bétail, ont des contrats très lucratifs avec le gouvernement fédéral pour fournir de la viande aux forts et aux agences indiennes. Ces contrats, en plus de leur monopole sur les marchandises et sur le financement des fermes et des ranches, permettent à Murphy et Dolan de considérer le comté de Lincoln comme leur fief, et ils refusent de perdre ce monopole.

### L'assassinat de John Tunstall
En février 1878, Murphy et Dolan obtiennent un jugement de saisie des possessions de McSween, en y incluant celles de Tunstall. Le shérif Brady forme alors un commando pour saisir les biens de Tunstall et les ajouter à son propre ranch, à 70 miles de Lincoln. Comme peu de citoyens veulent s'y joindre, Brady enrôle des hors-la-loi connus sous le nom de « gang de Jesse Evans. ».
Le 18 février, des membres de ce commando rencontrent Tunstall, qui convoyait ses derniers chevaux vers Lincoln. Frank Warner Angel, un enquêteur spécial désigné par le secrétaire à l'Intérieur, déterminera plus tard que Tunstall fut tué de sang-froid par Jesse Evans, William Morton et Tom Hill. En effet, plusieurs des hommes de Tunstall en furent témoins à distance, parmi lesquels Richard Brewer et Billy the Kid. C'est ce meurtre qui déclencha la « guerre du Comté de Lincoln. »
Le 1er mars, le juge Wilson nomme, à sa demande, Brewer policier adjoint. Ce dernier forme alors un détachement, les Regulators, avec des cowboys de Tunstall et d'autres citoyens, pour venger ce meurtre. Même si les Regulators ont regroupé par moments des douzaines de cowboys américains et mexicains, le noyau dur était composé de McCarty, Richard « Dick » Brewer, Frank McNab, Doc Scurlock, Jim French, John Middleton, George Coe, Frank Coe, Jose Chavez y Chavez, Charlie Bowdre, Tom O'Folliard, Fred Waite, et Henry Newton Brown.
Les Regulators veulent appréhender ceux qui ont tué Tunstall, mais ils veulent d'abord le faire légalement. Représentés par le juge de paix du comté et par Martinez, le policier municipal, ils cherchent à faire établir des mandats d'arrêt contre les assassins. Le Shérif Brady arrête et emprisonne Martinez et les autres représentants malgré leur statut (ils seront relâchés plus tard). Les Regulators trouvent Buck Morton, Dick Lloyd et Frank Baker près du Rio Peñasco. Après des échanges de coups de feu, Morton se rend à condition que lui et l'autre adjoint du shérif, Frank Baker, soient amenés vivants à Lincoln (Baker n'avait pas pris part à l’assassinat de Tunstall, mais chevauchait avec Morton et Lloyd). Le capitaine des Regulators Dick Brewer accepte, la majorité de la bande insistant cependant pour tuer les prisonniers.

### Le massacre de Blackwater
Le 9 mars, troisième jour de leur retour vers Lincoln, les Regulators tuent McCloskey (l'un d'entre eux, par ailleurs ami de Morton), Morton et Baker près de Blackwater Creek. Pour leur défense, ils disent que Morton a tué McCloskey et essayait de s'enfuir avec Baker, les forçant alors à tuer les deux prisonniers. Cette version est peu crédible, le fait que Morton ait tué son seul ami dans le groupe étant fortement improbable. Les corps de Morton et Baker étaient criblés chacun de 11 balles, une pour chaque Regulator présent.
(NB : Utley croit que les Regulators les ont tués ainsi que McCloskey, Nolan de son côté écrit que Morton reçut 10 balles, et Baker 5).
Le même jour, deux autres assassins de Tunstall, Tom Hill et Jesse Evans, sont abattus près de Tularosa (Nouveau-Mexique). Hill est tué et Evans est sérieusement blessé.

### Mort de William Brady
Le shérif Brady demande l'aide du procureur général du Territoire, Thomas Benton Catron, pour mettre fin à cette « anarchie ». Catron se tourne vers le gouverneur du Territoire Samuel B. Axtell. Ce dernier décrète que John Wilson, le Juge de paix, avait été illégalement nommé. Ce décret signifie donc que les actes des Regulators, qui avaient une origine légale, se trouvent désormais hors-la-loi.
Le 1er avril 1878, les Regulators French, McNab, Middleton, Waite, Brown et Billy the Kid attaquent Brady et ses adjoints dans la rue principale de Lincoln. Brady, touché au moins une douzaine de fois, est tué ; son adjoint George W. Hindman est lui aussi mortellement blessé. McCarty et French se ruent vers le corps de Brady, soit pour récupérer le mandat d'arrêt contre McSween, soit pour reprendre le fusil de McCarty, que Brady avait gardé après une arrestation antérieure. Un adjoint du shérif, Billy Matthews, les blesse alors tous les deux.

### La bataille de Blazer's Mill
Trois jours plus tard, les Regulators atteignent Blazer's Mill, une scierie qui sert aussi de comptoir pour approvisionner en bœuf les Apaches Mescaleros. Ils y trouvent Buckshot Roberts, indiqué sur leurs mandats d'arrêt comme un des meurtriers de Tunstall. Dans la fusillade qui s'ensuit, ils le blessent mortellement, mais Brewer est tué, et Middleton, Scurlock, Coe, et McCarty sont blessés.

### Fusillade au ranch Fritz
Après la mort de Brewer, les Regulators se donnent comme chef McNab. Le 29 avril 1878, le shérif George Peppin (en) conduit un groupe comprenant le Jesse Evans Gang et une autre bande de hors-la-loi, les Seven Rivers Warriors. Ils engagent une fusillade avec les Regulators McNab, Saunders et Frank Coe au ranch Fritz. McNab meurt, Saunders est blessé, et Frank Coe est capturé.
Le jour suivant, les membres des Seven Rivers Tom Green, Charles Marshall, Jim Patterson et John Galvin sont tués à Lincoln, et bien que les Regulators en aient été accusés, cela n'a jamais été prouvé. Frank Coe s'échappe peu après sa capture, peut-être avec l'aide du shérif adjoint Wallace Olinger.
Le lendemain de la mort de McNab, le noyau dur des Regulators se retranche dans la ville de Lincoln, échangeant des tirs avec les hommes de Dolan mais aussi avec des soldats de la cavalerie des États-Unis, se faisant ainsi un autre genre d'ennemis. Le 15 mai, les Regulators capturent un des membres des "Seven Rivers", Manuel Segovia, celui qui aurait tué McNab. Ils le tuent lors d'une prétendue tentative d'évasion.

### La bataille de Lincoln
Une confrontation entre les deux parties a lieu dans l'après-midi du 15 juillet, lorsque les Regulators sont cernés dans la maison de McSween et le magasin d'Ellis. Face à eux, les cowboys de Dolan et Murphy et les "Seven Rivers". Dans le magasin d'Ellis se trouvent Scurlock, Bowdre, Middleton, Frank Coe, et quelques autres. Une vingtaine de Regulators mexicains, conduits par Josefita Chavez, sont aux alentours de la ville. Dans la maison se trouvent Alex McSween et sa femme Susan, Billy the Kid, Henry Brown, Jim French, Tom O'Folliard, Jose Chavez y Chavez, George Coe, et une douzaine de vaqueros mexicains. Au cours des trois jours qui suivent, des tirs sont échangés. Tom Cullens, un des occupants de la maison de McSween, est tué par une balle perdue. Un homme de Dolan, le cowboy Charlie Crawford, est tué à plus de 400 m par le beau-père de Doc Scurlock, Fernando Herrera.

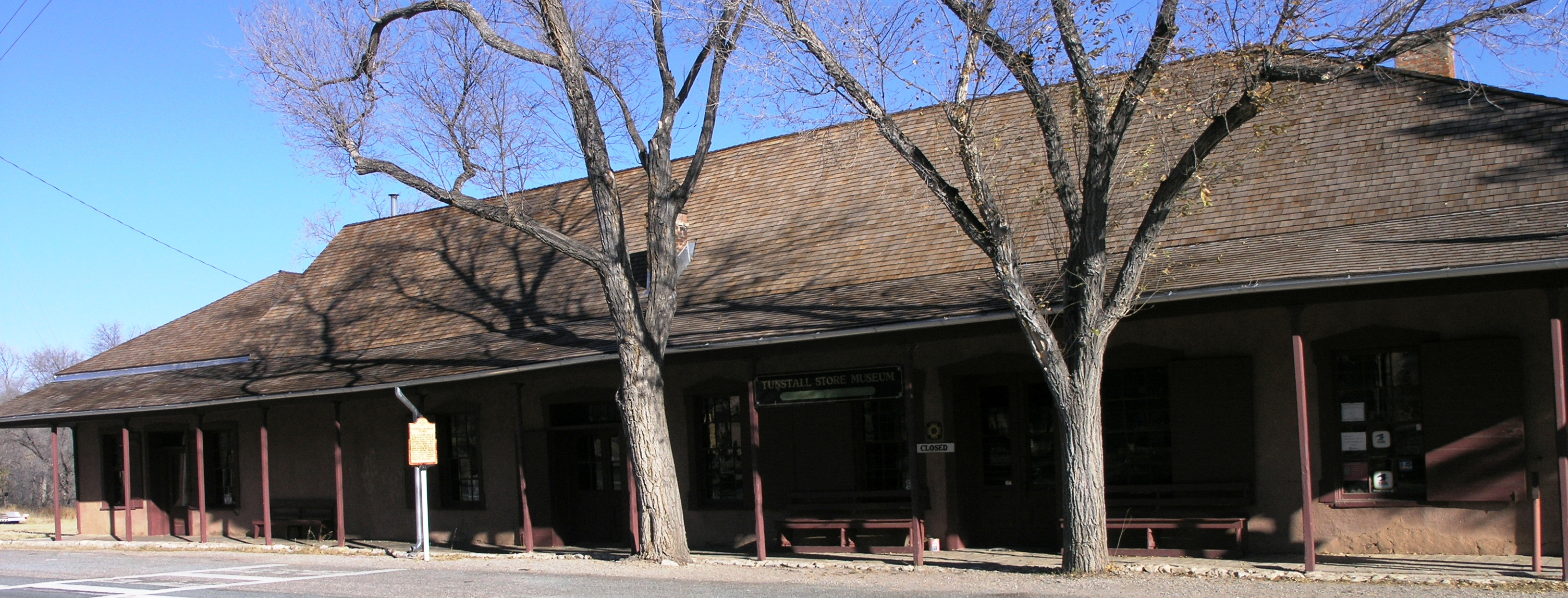
Le magasin de Tunstall et McSween à Lincoln.

Cela continue jusqu'à l'arrivée des soldats de l'US Army sous le commandement du colonel Nathan Dudley (en). Lorsque des canons sont pointés vers le magasin d'Ellis et d'autres positions des Regulators, Doc Scurlock et ses hommes quittent leurs positions, de même que les cowboys de Chavez, laissant ceux qui restent dans la maison de McSween à leur destin. Dans l'après-midi du 19, les soldats mettent le feu à la maison. À la tombée de la nuit, Susan McSween, une autre femme et cinq enfants sont autorisés à sortir, pendant que les hommes à l'intérieur continuent à combattre le feu. À 21h, ils décident de sortir par la porte de derrière. Jim French sort le premier, suivi par Billy the Kid, O'Folliard et Jose Chavez y Chavez. Les hommes de Dolan les voient et ouvrent le feu, tuant Harvey Morris, un associé de McSween. Quelques soldats se dirigent vers l'arrière-cour pour arrêter ceux qui restent, lorsqu'une fusillade se déclenche. Alexander McSween et Bob Beckwith, un membre des "Seven Rivers", sont tués. Trois Regulators mexicains profitent de la confusion et rejoignent les autres Regulators.

## Conséquences

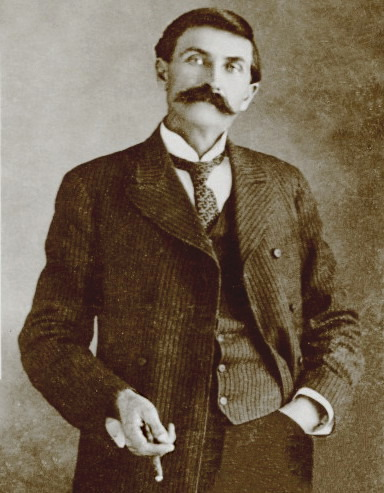
Shérif Pat Garrett.

Les Regulators survivants deviennent des fugitifs, notamment Billy the Kid. Celui-ci se déplace avec Bowdre, O'Folliard, Dave Rudabaugh et quelques autres, vole du bétail et commet divers crimes et délits. Le shérif Pat Garrett et ses hommes les poursuivent et tuent O'Folliard et Bowdre, puis en juillet 1881, le « Kid ». Les trois hommes sont enterrés à Fort Sumner (Nouveau-Mexique).
Les acteurs principaux du conflit s'en sortent vivants et poursuivent leurs affaires. John Chisum conserva sa fortune et son "titre" de roi du bétail. Thomas Catron, devenu dirigeant du Parti républicain pour le Nouveau-Mexique, put également jouir paisiblement de sa fortune jusqu'à sa mort, en 1921. Jesse Evans, condamné pour le meurtre d'un ranger, s'évada en 1882 et ne fut jamais repris. James Dolan prit sa retraite et, lui aussi, profita paisiblement de sa fortune.

## Filmographie
- Billy the Kid, de King Vidor (1930), avec Johnny Mack Brown (Billy the Kid) et Wallace Beery (Pat Garrett)
- Le Gaucher (The Left Handed Gun), d'Arthur Penn (1958), avec Paul Newman dans le rôle de Billy the Kid
- Chisum, d'Andrew V. McLaglen (1970) avec John Wayne (Chisum) et Geoffrey Deuel (Billy the Kid)
- Pat Garrett et Billy le Kid (Pat Garrett and Billy the Kid), de Sam Peckinpah (1973), avec Kris Kristofferson (Billy the Kid) et James Coburn (Pat Garrett)
- Young Guns, de Christopher Cain (1988) avec Emilio Estevez (Billy The Kid), Kiefer Sutherland (Doc Scurlock), Lou Diamond Phillips (Jose Chavez y Chavez) et Charlie Sheen (Dick Brewer)
- Young Guns 2 (Young Guns II), de Geoff Murphy (1991) avec Emilio Estevez (Billy The Kid), Kiefer Sutherland (Doc Scurlock) et Christian Slater (Dave Rudabaugh)